# A.J. Pero
A.J. Pero (New York, 14 ottobre 1959 – Poughkeepsie, 20 marzo 2015) è stato un batterista statunitense Noto per la sua militanza in band quali Twisted Sister e Adrenaline Mob.

## Biografia
Nato a New York nel 1959, ha lavorato come tassista per un certo periodo e si è unito a Cities, una band locale di New York City. È entrato a far parte dei Twisted Sister nell'aprile 1982, dopo aver aver sentito dire che cercavano un batterista.
Ha partecipato alla reunion della band nel 1997 e ha continuato ad esibirsi con i Twisted Sister fino alla sua morte. Era anche un membro della cover band di Ozzy Osbourne, No More Tears.
Nel 2011, Pero ha suonato la batteria in una canzone intitolata "Elephant Man" sull'album postumo di Eric Carr Unfinished Business. Il 3 dicembre 2013, Pero è stato annunciato come il nuovo batterista della band Adrenaline Mob, in sostituzione di Mike Portnoy.
La mattina del 20 marzo 2015, i membri della band degli Adrenaline Mob, trovando Pero addormentato sul bus del loro tour, tentarono di svegliarlo senza riuscirci, nei pressi di Poughkeepsie. Portato all'ospedale della cittadina, venne subito dichiarato morto per infarto.

## Discografia

### Con i Twisted Sisters
- 1982 - Under the Blade
- 1983 - You Can't Stop Rock'n'Roll
- 1984 - Stay Hungry
- 1985 - Come Out and Play
- 1987 - Love Is for Suckers
- 2004 - Still Hungry
- 2006 - A Twisted Christmas

### Con gli Adrenaline Mob
- 2014 – Men of Honor